# Кастел Фолињано (Асколи Пичено)
Кастел Фолињано (итал. Castel Folignano) насеље је у Италији у округу Асколи Пичено, региону Марке.
Према процени из 2011. у насељу је живело 105 становника. Насеље се налази на надморској висини од 223 м.